# سيركويتو دي جيتكسو 2017
سيركويتو دي جيتكسو 2017 (بالألمانية: Circuito de Getxo 2017) هو سباق دراجات هوائية، وهو الموسم رقم 73 من نفس السباق، وأقيم في 31 يوليو 2017، وامتدّ لمسافة 170 كيلومتر، وهو أحد سباقات طواف أوروبا للدراجات 2017، وقد شارك في السباق 127 متسابقاً ووصل إلى نهايته 75 متسابقاً.
فاز فيه بالمركز الأول كارلوس باربيرو، وبالمركز الثاني انجيل مادرازو، وبالمركز الثالث خوسيه هييرادة.

## الفرق
| فريق عالمي- Movistar Team فرق قارية محترفة (6)- كاجا رورال-سيغوروس 2017 ‏ - سبورت فلاندرين بالويس 2017 ‏ - ديلكو ‏ - Fortuneo-Oscaro - مانزانا بوستوبون 2017 ‏ - نيبو-فيني فانتيني 2017 ‏ فرق قارية (8)- أرمي دي تير 2017 ‏ - Java–Partizan Pro Cycling Team ‏ - Kuwait–Cartucho.es ‏ - موسم يوسكادي مورياس 2017 ‏ - موسم برجس بي إتش 2017 ‏ - Trevigiani Phonix–Hemus 1896 ‏ - Massi-Kuwait Cycling Project - JCL Team Ukyo ‏ |  |
| |  |

## التصنيف العام النهائي
| التصنيف العام | التصنيف العام     | التصنيف العام | التصنيف العام                | التصنيف العام |        |
| الدراج        | الدراج            | البلد         | الفريق                       | الوقت         | السرعة |
| ------------- | ----------------- | ------------- | ---------------------------- | ------------- | ------ |
| 1.            | كارلوس باربيرو    | إسبانيا       | موفيستار                     | 3 س 53 د 06 ث |        |
| 2.            | انجيل مادرازو     | إسبانيا       | Delko-Marseille Provence-KTM | + 2 ث         |        |
| 3.            | خوسيه هييرادة     | إسبانيا       | موفيستار                     | + 4 ث         |        |
| 4.            | Egoitz Fernández ‏ | إسبانيا       | Ukyo                         | + 4 ث         |        |
| 5.            | توماس سبرينجرز    | بلجيكا        | Sport Vlaanderen-Baloise     | + 4 ث         |        |
| 6.            | Aldemar Reyes ‏    | كولومبيا      | Manzana Postobón             | + 4 ث         |        |
| 7.            | إليوت ليتير       | بلجيكا        | Sport Vlaanderen-Baloise     | + 4 ث         |        |
| 8.            | ايمي دي جندت      | بلجيكا        | Sport Vlaanderen-Baloise     | + 6 ث         |        |
| 9.            | Ibai Salas ‏       | إسبانيا       | Burgos BH                    | + 8 ث         |        |
| 10.           | بنجامين براديس    | إسبانيا       | Ukyo                         | + 8 ث         |        |

## وصلات خارجية
- الموقع الرسمي
- سيركويتو دي جيتكسو 2017 على موقع إحصائيات الدراجات الإحترافية (الإنجليزية)